# Йоганн Досталь
Йоганн Досталь (нім. Johann Dostal) — австрійський футболіст, що грав на позиції нападника. Відомий виступами у складі клубів «Адміра» і «Флорідсдорфер». Чемпіон Австрії.

## Клубна кар'єра
У складі клубу «Адміра» (Відень) грав у сезоні 1931–1932. Команда зробила «дубль» — перемогла і в чемпіонаті країни, і в кубку. В національній першості клуб на 2 очка випередив «Вієнну». На рахунку Досталя 7 матчів і 4 голи. У кубку він зіграв два матчі у 1/8 і 1/4 фіналу.
З 1934 і по 1938 рік виступав у складі клубу «Флорідсдорфер». Найвищим результатом у чемпіонаті, якого досягла команда в цей час було 6 місце у 1937 році, а також 7-ме у 1934 і 1935 роках. У кубку Австрії у складі «Флорідсдорфера» був півфіналістом у 1933 році, поступившись «Аустрії» (1:4) і у 1934 році, коли на шляху до фіналу стала «Адміра» (0:1).
У 1934 році клуб виграв кваліфікаційний турнір до кубка Мітропи, обігравши клуби «Вінер АК» (1:0, єдиний гол забив Досталь) і «Відень» (0:0, 2:1, переможний гол на рахунку Йоганна). У самому турнірі для провідних клубів Центральної Європи «Флорідсдорфер» зустрівся з сильним угорським «Ференцварошем». Уже у першому матчі в Будапешті фаворит упевнено здобув перемогу з рахунком 8:0. У матчі-відповіді австрійці певний час вели в рахунку, але все ж також поступилися з рахунком 1:2.
Загалом у складі «Флорідсдорфера» зіграв 90 матчів і забив 44 голи у чемпіонаті в 1933—1938 роках. Також виступав у складі клубу у сезоні 1940/41, коли «Флорідсдорфер» повернувся в елітний дивізіон. Клуб посів 8-е місце серед 10 команд, а Досталь забив 10 голів.

## Досягнення
- Чемпіон Австрії (1): 1932
- Володар кубка Австрії (1): 1932

## Статистика

### Статистика в чемпіонаті
| Сезон   | Клуб          | Матчі | Голи | Місце |
| ------- | ------------- | ----- | ---- | ----- |
| 1931/32 | Адміра        | 7     | 4    | 1     |
| 1933/34 | Флорідсдорфер | 8     | 6    | 7     |
| 1934/35 | Флорідсдорфер | 22    | 7    | 7     |
| 1935/36 | Флорідсдорфер | 20    | 10   | 9     |
| 1936/37 | Флорідсдорфер | 22    | 14   | 6     |
| 1937/38 | Флорідсдорфер | 18    | 7    | 8     |
| 1940/41 | Флорідсдорфер | ?     | 10   | 8     |

### Статистика виступів у кубку Мітропи
| №                      | Розіграш               | Стадія                 | Дата та місце проведення | Команда 1              | Рахунок | Команда 2     | Голи |
| ---------------------- | ---------------------- | ---------------------- | ------------------------ | ---------------------- | ------- | ------------- | ---- |
| 1                      | 1934                   | 1/8                    | 17.06.1934 Будапешт      | Ференцварош            | 8:0     | Флорідсдорфер |      |
| 2                      | 1934                   | 1/8                    | 23.06.1934 Відень        | Флорідсдорфер          | 1:2     | Ференцварош   |      |
| Всього у кубку Мітропи | Всього у кубку Мітропи | Всього у кубку Мітропи | Всього у кубку Мітропи   | Всього у кубку Мітропи | 2       |               | 0    |